# La bambina della Sesta Luna

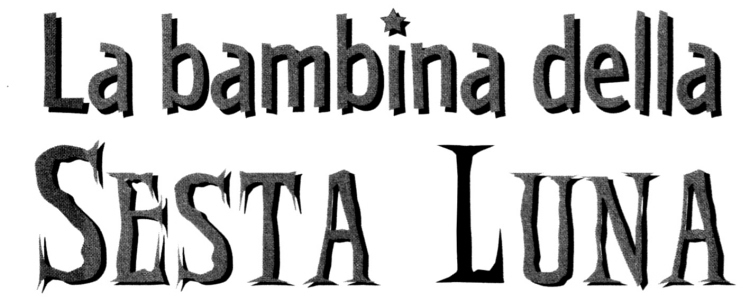
Logo della serie.

La bambina della Sesta Luna è una serie di sette libri per ragazzi della scrittrice veneziana Moony Witcher. I romanzi ruotano attorno a Nina De Nobili, una bambina di dieci anni che, con l'aiuto dei suoi amici e dell'alchimia, deve proteggere il pianeta Xorax, la Sesta Luna del terzo Sole della Galassia di Alchimidia, dal conte Karkon Ca' d'Oro.
I primi due libri hanno venduto più di duecentomila copie nell'attesa dell'uscita del terzo volume, mentre la prima tetralogia ne ha vendute nel complesso 650.000 in Italia a novembre 2006. A febbraio 2018, La bambina della Sesta Luna era stato esportato e tradotto in 40 Paesi, e aveva venduto più di due milioni di copie in Italia.

## Trama
Nina De Nobili è una bambina di dieci anni con una particolare voglia rossa a forma di stella, e vive con le zie Andora e Carmen e i suoi due animali (l'alano Adone e il gattino Platone) a Madrid, poiché i genitori sono sempre via per lavoro. La sua vita cambia radicalmente quando si trova a trasferirsi a Venezia a Villa Espasia, casa di suo nonno Misha, morto misteriosamente. Giunta sul posto, la ragazzina scopre che Misha era un importante alchimista che aiutava a proteggere il pianeta Xorax, la Sesta Luna del terzo sole della Galassia di Alchimidia, che contribuiva a mantenere armonia nell'universo. Questa, difatti, è minacciata dal Conte Karkon Ca' d'Oro, un alchimista del Buio, e dai suoi seguaci, il cui scopo è impadronirsi di Xorax e dominare l'universo. Assieme ai suoi amici Cesco, Fiore, Roxy e Dodo, Nina proseguirà nel compito, viaggiando in vari continenti e affrontando temibili nemici.

## I libri
1. La bambina della Sesta Luna (31 gennaio 2002)
2. Nina e il mistero dell'Ottava Nota (14 gennaio 2003)
3. Nina e la maledizione del Serpente Piumato (22 settembre 2004)
4. Nina e l'Occhio Segreto di Atlantide (2005)
5. Nina e il Numero Aureo (24 ottobre 2012[5])
6. Nina e il potere dell'Absinthium (14 maggio 2014[6])
7. Nina e l'Arca della Luce (15 febbraio 2017)

La serie è nettamente divisa in due parti: la prima, composta dai primi quattro libri, si focalizza sulla ricerca che Nina e i suoi amici fanno per trovare i quattro Arcani (i quattro elementi) per liberare i pensieri dei bambini, mentre gli ultimi tre sulla ricerca dei numeri che compongono il Numero Aureo, che mantiene l'armonia nell'universo. I primi quattro libri sono stati raccolti due volte in un unico volume: la prima il 6 dicembre 2005 con il titolo Nina. La bambina della Sesta Luna - Tutta la storia; la seconda il 23 aprile 2014 con il titolo Nina. La ricerca degli Arcani – Tutta la storia, in concomitanza con la nuova edizione dei libri della serie, pubblicati con la copertina rinnovata.
Durante la pubblicazione della serie sono usciti altri libri di corredo.
- Il club di Nina (2005)
- L'alchimia di Nina (2006)
- La bambina della Sesta Luna. Diario segreto (2006)
- Parola di Nina! (2006)

## Personaggi
Nina De Nobili
La protagonista della saga, è una bambina di dieci anni (dodici al termine della serie), con occhi azzurri e lunghi capelli castani, il cui compleanno è il 26 ottobre. Sul palmo della mano destra ha una piccola voglia rossa a forma di stella a cinque punte, che diventa nera e s'ingrandisce quando si avvicina il pericolo. I suoi genitori, Vera Michajlovna e Giacomo De Nobili, lavorano al Ferk, il centro di ricerche di Mosca sulla vita extraterrestre; per questo, dall'età di nove anni, vive a Madrid con le prozie Andora e Carmen. In seguito alla morte del nonno materno Misha, un alchimista, riceve in eredità Villa Espasia, a Venezia, e il laboratorio alchemico dell'uomo, oltre alla missione di salvare Xorax, la Sesta Luna, dal conte Karkon Ca' d'Oro. Ad aiutarla nello studio dell'alchimia c'è il Systema Magicum Universi, un libro parlante che risponde a qualunque domanda Nina gli faccia e conosce il futuro.
Francesco "Cesco"
Amico di Nina, è un bambino di dieci anni (dodici al termine della serie) incredibilmente alto, slanciato e con gli occhiali; ha il naso a punta e i capelli castani a spazzola. I suoi genitori e quelli di Dodo lavorano alla Bottega della Bauta, un negozio di maschere. È innamorato di Nina, con la quale si mette insieme al termine della saga.
Roxy
Amica di Nina, è una bambina di dieci anni (dodici al termine della storia) con capelli biondi corti e ricci che veste in modo stravagante; è molto robusta e forzuta, ed è la più coraggiosa del gruppo. Litiga spesso con Fiore, ma le vuole molto bene.
Fiore
Amica di Nina, è una bambina di dieci anni (dodici al termine della serie) anni magra, con occhi a mandorla e capelli corti neri. Ama la musica classica, la pittura e gli animali, ed è considerata intelligente, ma un po' snob. Ha una buona conoscenza del latino. È spesso presa in giro da Roxy, ma tra le due c'è un rapporto di amicizia profonda.
Dodo
Amico di Nina, è un bambino di dieci anni (dodici al termine della serie) molto timido e pauroso. Ha i capelli rossi e le lentiggini, e soffre di balbuzie.
Ljuba e Carlo Bernotti
Rispettivamente la tata russa e il giardiniere di Villa Espasia, restano a lavorarvi anche dopo la morte di Misha. Ljuba, soprannominata Meringa per la sua corporatura e la sua dolcezza, cucina a Nina moltissimi manicaretti e sopporta a fatica che la bambina salti spesso i pasti per stare nel laboratorio alchemico. Carlo vive nella dépendance di Villa Espasia. Nel quarto libro, vengono arrestati e torturati da Karkon per ottenere informazioni su Nina, ma alla fine vengono liberati.
Michajil "Misha" Mesinskj
Il nonno materno di Nina, è russo e ha sposato la principessa spagnola Maria Luisa Espasia De Righejra, alla quale è intitolata Villa Espasia e che è morta nel dare alla luce la figlia Vera. Vuole molto bene alla nipotina, che chiama affettuosamente "Ninotchka". Viene ucciso da Karkon, ma continua a vivere su Xorax come pura luce pulsante. Scrive spesso lettere alla nipote.
Andora e Carmen De Righejra
Sono le prozie di Nina, sorelle di Espasia, la nonna materna della bambina. Vivono a Madrid e non si sono mai sposate. Carmen è molto dolce e solare, Andora è più calma e severa. Quando Karkon apprende che Nina si trasferirà da loro, rapisce Andora e crea un androide identico a lei. La vera donna viene imprigionata nella torre di un castello diroccato a Toledo, prima di essere liberata dalla nipote.
Vera Michajlovna e Giacomo De Nobili
Sono i genitori di Nina e lavorano al Ferk di Mosca, dove studiano la vita extraterrestre. Vera è la figlia di Misha ed Espasia.
Max 10-p1
È l'androide buono dell'Acqueo Profundis, il laboratorio segreto sottomarino di Nina. Parla mettendo la x al posto della s, e si nutre solo di marmellata di fragole; pur essendo un androide, prova dei sentimenti e s'innamora dell'androide Andora, venendo da lei ricambiato.
Adone e Platone
Sono, rispettivamente, l'alano nero e il gatto rosso di Nina. Platone è stato trovato da Nina a Madrid vicino al Museo del Prado due mesi prima dell'inizio della storia.
Eterea
La Grande Madre Alchimista di Xorax, protegge il mondo dalle forze del Male. Ha creato Xorax e l'Universo Magico, ed è lei che incarica Nina del compito di salvare la Sesta Luna. Parla telepaticamente. È rappresentata come pura luce con occhi e bocca.
Jolia
È una tartaruga gigante parlante, che ha vissuto sull'Isola di Pasqua prima di morire tremila anni addietro. È scorbutica e, invece di un Taldom Lux, usa un collare. Nel quinto libro, arriva sulla terra come fantasma insieme a Filo Morgante per aiutare Nina e i suoi amici.
Filo Morgante
Un alchimista vissuto a Bologna, è alto, magro e vecchio, con barba e capelli lunghi e bianchi. È nato nel 1400. Indossa sempre un tabarro rosso. Nel quinto libro, arriva sulla Terra come fantasma insieme a Jolia per assistere i protagonisti.
Edoardo Del Gurone
È un cavaliere vissuto nel 1500 e la sua arma magica è la Spada Alchemica. Viene sempre affiancato dal suo fedele destriero Tiberioso. Arriva sulla Terra sotto forma di fantasma per aiutare Nina, prima di essere ucciso dalle tarantole di Karkon.
Camostilla Cartuti Micondi
È una nobildonna nata nel 1710 e che ha seguito, come sua madre, la strada dell'Alchimia della Luce. È un'antenata di Nina. È bellissima e ha creato il Bicchio, il bicchiere magico contenente il libro da lei scritto, I misteri dei colori.
Conte Karkon Ca d'Oro
Antagonista principale della saga, è un mago e alchimista malvagio che utilizza la Magia Oscura e l'Alchimia del Buio, ha ucciso il nonno di Nina per impossessarsi dello scettro Taldom Lux. Il suo obiettivo è conquistare Xorax e diventare il più potente dell'Universo. La sua arma è la spada Pandemon Mortalis; estremamente sadico e crudele, è disposto a torturare e uccidere chiunque per raggiungere i suoi scopi.
Marchese Loris Sibilo Loredan "LSL"
Diventato sindaco di Venezia in seguito all'abdicazione del precedente, è uno stretto alleato di Karkon e porta avanti un regime quasi dittatoriale a Venezia, tanto da proibire ai cittadini di parlare di magia da rinchiudere in carcere dei bambini. È un uomo sui cinquant'anni, dal carattere forte e deciso, e una delle persone più in vista di Venezia, ma in realtà è un mago oscuro al servizio di Karkon e può trasformarsi in un serpente, adorato dai Maya come Kukulkán. È l'inventore degli Alchitarocchi e si nutre di gatti muti, che alleva appositamente. Muore in seguito all'esplosione dell'Isola Clemente, avvenuta per colpa di una bambola di cera piena di gas. Karkon sfrutta il suo decesso per accusare Nina e i suoi amici dell'accaduto, cercando quindi di farli incriminare e arrestare.
Jacopo Borio Ca' d'Oro
Antenato di Karkon, è morto di peste nel 1577. Sposato con Marilina Correr, ha due figli, Mosio e Livio, e un fratello di nome Karfio. Muore definitivamente bruciato dopo essere tornato in vita brevemente per assistere Karkon.
Livio Borio Ca' d'Oro
Antenato di Karkon, è morto di peste nel 1577. Ha 14 anni ed è il figlio di Jacopo e Marilina Correr. Ha capelli ricci e neri, e usa la Fascinazione per conquistare Nina e portarla dalla parte del Male in sostituzione alla Voce della Persuasione. Viene poi risucchiato nella Porta del Kaos, ma appare in sogno a Nina, sempre cercando di ammaliarla.
Sicurio Fastorio
Antenato di Karkon, era un abate vissuto nel 1500 che uccise Edoardo Del Gurone per rubargli la sua spada. Proveniva da L'Aquila ed era un appassionato di scacchi. Lascia, dopo la sua morte, un pedone nero e cinque monete d'oro.
Ambero Colis Novi
Antenato di Karkon, era un marchese vissuto nel 1700 che voleva sposare Camostilla per impossessarsi dei suoi segreti alchemici. Può cambiare forma grazie a uno smeraldo magico.
Alvise e Barbessa
Sono due bambini androidi gemelli, molto legati tra loro e i prediletti dal Conte. Vivono, grazie ai cuori di gatto a loro trapiantati, per undici anni, al termine dei quali devono essere sottoposti a un nuovo trapianto. Sotto le apparenze innocenti sono in realtà sadici e malvagi, tanto da provare piacere nel torturare con violenza persone e animali; in un'occasione, aggrediscono Dodo così brutalmente da mandarlo in ospedale. Per le loro azioni vengono pietrificati assieme a Karkon e Visciolo, salvo poi essere liberati da Jacopo e Livio; Barbessa si prende una cotta per quest'ultimo, ma viene uccisa da lui quando lo scopre a rubare l'elisir di lunga vita del Conte. La morte della sorella segnerà molto Alvise, che successivamente viene bruciato vivo durante lo scontro a Palazzo Ca' d'Oro nell'ultimo libro.
Irene, Gastilo e Sabina
Sono tre dei bambini androidi assistenti di Karkon. Spesso fanno squadra con Alvise e Barbessa, con cui condividono il sadismo. Vengono uccisi nel terzo libro, andando nella stanza della Voce della Persuasione e restando vittima dei gas velenosi nell'aria.
Androide Andora
È un androide creato da Karkon per sostituire la vera prozia di Nina ed è la creazione preferita del mago. È molto cattiva, veste di scuro, e detesta gli animali e Nina; il suo compito è ucciderla, ma viene sconfitta e disattivata quando il piano di Karkon viene scoperto. Poiché, però, la vita della vera Andora è legata a quella dell'androide, viene riattivata dopo essere stata riprogrammata per essere buona, ma, non sopportando la prigionia e il male commesso, dopo poco tempo si suicida. La bara in cui viene rinchiusa, lasciata sul fondo del canale della Giudecca, viene recuperata da Karkon e riattivata: non dimentica, però, cosa ha fatto a Nina e si schiera di nascosto dalla sua parte. Uccide Vladmir e José, quest'ultimo traditore di Nina e dei suoi amici. Dopo la sconfitta di Karkon, va a vivere nell'Acqueo Profundis con Max, con il quale inizia una relazione.
Tupac il Feroce
È uno degli altri tre androidi adulti creati da Karkon e vive in Perù. Ha occhi e capelli neri, pelle scura, ed è molto forte, ma a questo non corrisponde altrettanta intelligenza. È attrezzato con il Cocafon, un potente amplificatore di voce, e la Grande Slemma, un'ascia molto affilata. Cerca di uccidere Nina e i suoi amici in Messico, ma viene distrutto.
Vladimir l'Ingannatore
È uno degli altri tre androidi adulti creati da Karkon e vive in Russia. Ha occhi azzurri, capelli biondi, pelle chiarissima, e con la sua bellezza e le sue doti persuasive è in grado di truffare chiunque; il gancio della mano destra spruzza Sangue Mendace. Rapisce i genitori di Nina dopo essersi infiltrato al Ferk come centralinista; muore ucciso dall'androide Andora con lo zolfo, a lui fatale.
Loui Meci Kian il Cinico
È uno degli altri tre androidi adulti creati da Karkon e vive in Cina. Ha occhi a mandorla, capelli castani e un fisico asciutto; è spietato e intuitivo. È equipaggiato con il Subdoleo, un guanto che manda scariche immobilizzanti, e l'Eliconda, un'elica di bronzo che permette di volare. Ostacola Nina lungo la Muraglia Cinese.
Visciolo
È il fedele servo di Karkon ed è soprannominato "il Guercio" perché gli manca un occhio, sempre coperto da una benda. Indossa perennemente un mantello e ha i capelli biondicci. Come Karkon stesso e i suoi altri seguaci, Visciolo spesso è violento e sadico e prova piacere nell'infliggere dolore a persone e animali. Nell'ultimo libro, dopo la morte di Alvise, suo ultimo amico, cade preda della disperazione e si suicida con un coltello dopo aver rivelato il piano del Conte a Nina.
Voce della Persuasione
Creata da Karkon, le sue sembianze sono quelle di un monaco senza volto e senza ombra che infesta i sogni di Nina e cerca di convincerla a passare dalla parte del Male. Entra nel corpo della bambina quando questa viene aggredita da Karkon, che pronuncia suasio (in latino "consiglio infimo"). Vive in un castello irreale dalle tre torri. Viene sconfitta da Nina nel quarto libro.
José
È il professore spagnolo che insegna a Nina privatamente le materie scolastiche comuni, e l'alchimia, che ha appreso dal professor Misha, suo maestro. Due mesi dopo l'arrivo di Nina a Villa Espasia, si trasferisce anche lui a Venezia, dove vive nella dépendance con Carlo Bernotti. In seguito diventa allievo di Karkon e tradisce Nina e i suoi amici, ma viene ucciso ad Atlantide dall'androide Andora, che lo strangola.
Alchitarocchi
Sono tarocchi alchemici viventi, creati da Loris Sibilo Loredan. Sono in tutto dodici carte, con sei figure benigne (femminili) e sei figure maligne (maschili). Le figure sono ispirate a quelle dei tarocchi viscontei.
Figure maligne
- Trik Vesanus: simile alla carta del Matto, ha come corrispondenza astrale Plutone blu. È un uomo piccolo e magro, con lo sguardo strabico e la voce stridula, vestito di stracci. Può sparire all'improvviso. Rappresenta la stupidità e la follia, e incarna il Numeromago 1.
- Got Malus: simile alla carta del Diavolo, ha come corrispondenza astrale Marte rosso. È per metà uomo e per metà caprone, con corna e zoccoli; puzza, sbava e sputa fuoco. Rappresenta la malvagità e il disordine, e incarna il Numeromago 3. È l'Alchitarocco più pericoloso.
- Lec Turris: simile alla carta della Torre, ha come corrispondenza astrale il Pianeta Nero. È una torre spezzata; rappresenta la rovina di ogni cosa e la rottura dell'amicizia. Chi ci entra, perde la ragione. Incarna il Numeromago 5.
- Vor Suspensum: simile alla carta dell'Impiccato, ha come corrispondenza astrale Urano viola. È un ragazzo impiccato con la corda al collo, che vola rasoterra a testa in giù. Può rendersi invisibile. Rappresenta la vita in bilico ed è portatore di sventura. Incarna il Numeromago 7.
- Sah Mortis: simile alla carta della Morte, ha come corrispondenza astrale Saturno arancione. È uno scheletro gigantesco, avvolto da alcune bende bianche e gialle. Crea forti vortici d'aria fredda o rovente; rappresenta la perdita e la malattia. Incarna il Numeromago 8.
- Nol Avarus: simile alla carta dell'Eremita, ha come corrispondenza astrale Nettuno giallo. È un vecchio gobbo dal viso mostruoso che regge una lanterna. Rappresenta l'avarizia e l'isolamento.

Figure benigne
- Bea Sapientia: simile alla Papessa, ha come corrispondenza astrale la Luna argento. È una donna anziana vestita da monaca, con abiti dorati e un cappello a tubo tempestato di gemme colorate. È dotata di ottimo intuito e parla in modo tranquillo; può apparire e scomparire all'improvviso. Rappresenta l'intelligenza e la saggezza.
- Ram Activia: simile all'Imperatrice, ha come corrispondenza astrale la Terra azzurra. È una bella giovane con un lungo abito blu, una corona d'argento e uno scettro di cristallo contenente l'Antimonio. Rappresenta il progresso e la ricchezza materiale.
- Qui Amas: simile agli Amanti, ha come corrispondenza astrale Venere rosa. È una giovane e bella donna bionda vestita di rosa, che tiene in mano un giglio molto profumato. Rappresenta la bellezza, la purezza e la libertà.
- Cil Vires: simile alla Forza, ha come corrispondenza astrale il Sole oro. È una grande tigre parlante e riesce a compiere enormi salti. Rappresenta la conquista, il dominio positivo, l'energia e l'azione.
- Van Rota: simile alla Ruota della Fortuna, ha come corrispondenza astrale Giove verde. È una ruota, ai cui raggi sono legati dei sacchettini contenenti zolfo, e rappresenta la fortuna e la stabilità.
- Sia Justitia: simile alla Giustizia, ha come corrispondenza astrale il Pianeta Bianco. È una donna anziana che indossa un abito di colore verde e regge una bilancia dorata. Rappresenta la stabilità, la logica e la calma.